# Istenszülő születése fatemplom (Kabesd)
A kabesdi Istenszülő születése fatemplom műemlékké nyilvánított épület Romániában, Hunyad megyében. A romániai műemlékek jegyzékében a  HD-II-m-A-03279 sorszámon szerepel.